# Jeff Rawle

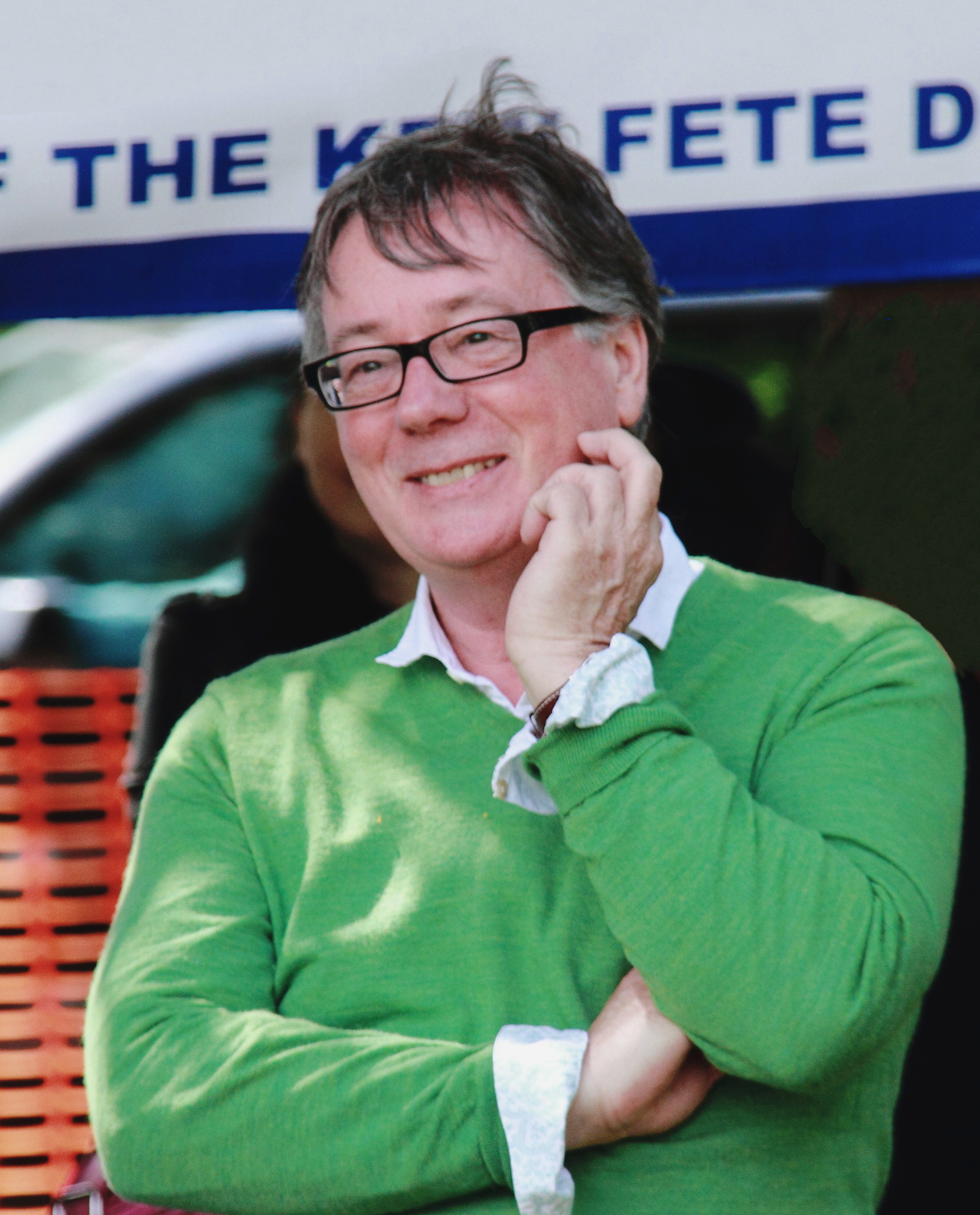
Jeff Rawle (2015)

Jeffrey Alan Rawle (* 20. Juli 1951 in Birmingham) ist ein britischer Schauspieler.

## Werdegang
Rawle wurde in Birmingham geboren. Seine erste weiterführende Schule war die King Edward VI in Aston. Als er 15 Jahre alt war, zog seine Familie nach Sheffield. An seiner neuen Schule, der High Storrs Grammar, spielte er in Schulaufführungen mit und entwickelte ein Interesse für die Schauspielerei.
Seine erste Hauptrolle spielte er als Billy in der Fernsehserie Geliebter Spinner, die von Keith Waterhouse mit entwickelt wurde und in den Jahren 1973 und 1974 lief. In den folgenden Jahrzehnten etablierte er sich mit Hauptrollen in Serien wie Drop the Dead Donky, Faith in the Future oder Hollyoaks als bekanntes Gesicht im britischen Fernsehen. Im Kinofilm Harry Potter und der Feuerkelch übernahm er 2005 die Nebenrolle des Amos Diggory. Rawle wirkte ebenfalls an zahlreichen Film- und Fernsehproduktionen in der Erzählerfunktion mit. Sein Schaffen umfasst mehr als 100 Produktionen.

## Filmografie (Auswahl)
- 1973–1974: Geliebter Spinner (Billy Liar; Fernsehserie, 27 Folgen)
- 1975: Crown Court (Fernsehserie, Folge Bad Day at Black Cape: Part 1)
- 1977: Van der Valk (Fernsehserie, Folge The Professor)
- 1978: The Life Story of Baal
- 1978: Ein Loch in der Zeit (A Hitch in Time)
- 1979: Verurteilt wegen Liebe (Home Before Midnight)
- 1983: Jim Bergerac ermittelt (Bergerac, Fernsehserie, 1 Folge)
- 1984: Doctor Who (Fernsehserie, 4 Folgen)
- 1985: The Doctor and the Devils
- 1988/2009: The Bill (Fernsehserie, 2 Folgen)
- 1990: The Gift (Fernseh-Miniserie, 6 Folgen)
- 1990–2008: Drop the Dead Donky (Fernsehserie, 66 Folgen)
- 1992: Casualty (Fernsehserie, 1 Folge)
- 1993: Der Aufpasser (Minder, Fernsehserie, 1 Folge)
- 1995: Das Handbuch des jungen Giftmischers (The Young Poisoner's Handbook)
- 1995–1998: Faith in the Future (Fernsehserie, 20 Folgen)
- 1998: Vier Männer am Rande des Nervenzusammenbruchs (Neville's Island; Fernsehfilm)
- 1998–2000: Microsap (Fernsehserie, 23 Folgen)
- 2003: Blackball
- 2003: Inspector Barnaby (Midsomer Murders, Fernsehserie, Folge 6x01: Der Tod und die Lady – A Talent For Life)
- 2004–2007: Doc Martin (Fernsehserie, 5 Folgen)
- 2004–2013: Doctors (Fernsehserie, 2 Folgen)
- 2005: Spooks – Im Visier des MI5 (Spooks, Fernsehserie, 2 Folgen)
- 2005: Harry Potter und der Feuerkelch (Harry Potter and the Goblet of Fire)
- 2007: New Tricks – Die Krimispezialisten (New Tricks, Fernsehserie, 1 Folge)
- seit 2010: Hollyoaks (Fernsehserie, regelmäßige Rolle)
- 2011: Inspector Barnaby (Fernsehserie, Folge Mr. Bingham ist nicht zu sprechen)
- 2013–2015: You, Me & Them (Fernsehserie, 12 Folgen)
- 2016: Redistributors
- 2017: The Crucifixion
- 2018: Peterloo
- 2020: Rebecca
- 2021: In 80 Tagen um die Welt (Around the World in 80 Days, Fernseh-Miniserie, 2 Folgen)